# بوراک اوزدمیر
بوراک اوزدمیر معروف به CZN بوراک (متولد ۱۹۹۴، استانبول، ترکیه) سرآشپز و رستوران‌دار ترکیه‌ای است.وی صاحب رستوران‌های زنجیره‌ای با نام‌ سفره تمدن هاتای است. او به دلیل پخش ویدئو‌های آشپزی غذاهای عربی و ترکی با چهره‌ای دائماً خندان در شبکه های اجتماعی معروف شد.
رستوران های زنجیره‌ای CZN بوراک در شهر های آکسارای، دبی، دوحه ودوشنبه تاسیس شده است. 

## زندگینامه
بوراک در استانبول به دنیا آمد. وی اصالتاً از روستایی در هاتای یایالاداغ به نام یونجاکایا است.
در سال ۲۰۱۲ یک رستوران کباب با نام رستوران تمدن هاتای در آکسارای افتتاح کرد. در عرض چند سال، شعبه‌های مختلفی افتتاح کرد و یک رستوران زنجیره‌ای تأسیس کرد. بوراک اوزدمیر با فیلم‌های غذایی خود که در شبکه‌های اجتماعی به اشتراک می‌گذاشت مشهور شد. او در حساب اینستاگرام خود تعداد زیادی دنبال کننده را کسب کرد. وی در فیلم‌هایش بدون برگرداندنن چشم و با چهره‌ای خندان  آشپزی می‌کند.